# Sindicato
Sindicato, também conhecido como sindicato laboral, é uma associação estável e permanente de trabalhadores tanto urbano-industriais, como rurais e de serviços, que se unem a partir da constatação e resolução de problemas e necessidades comuns.
A palavra sindicato tem origem no latim e no grego. No grego, “syn-dicos” é aquele que defende a justiça. No latim, “sindicus” denominava o “procurador escolhido para defender os direitos de uma corporação”. Está sempre relacionado à noção de defender e ser justo com uma certa coletividade. Na Lei de Le Chapelier, de julho de 1791, o nome síndico era utilizado com o objetivo de se referir a pessoas que participavam de organizações até então consideradas clandestinas.
Como movimento social, o sindicalismo não é estático, está constantemente criando novas formas de organização e atuação.

## História

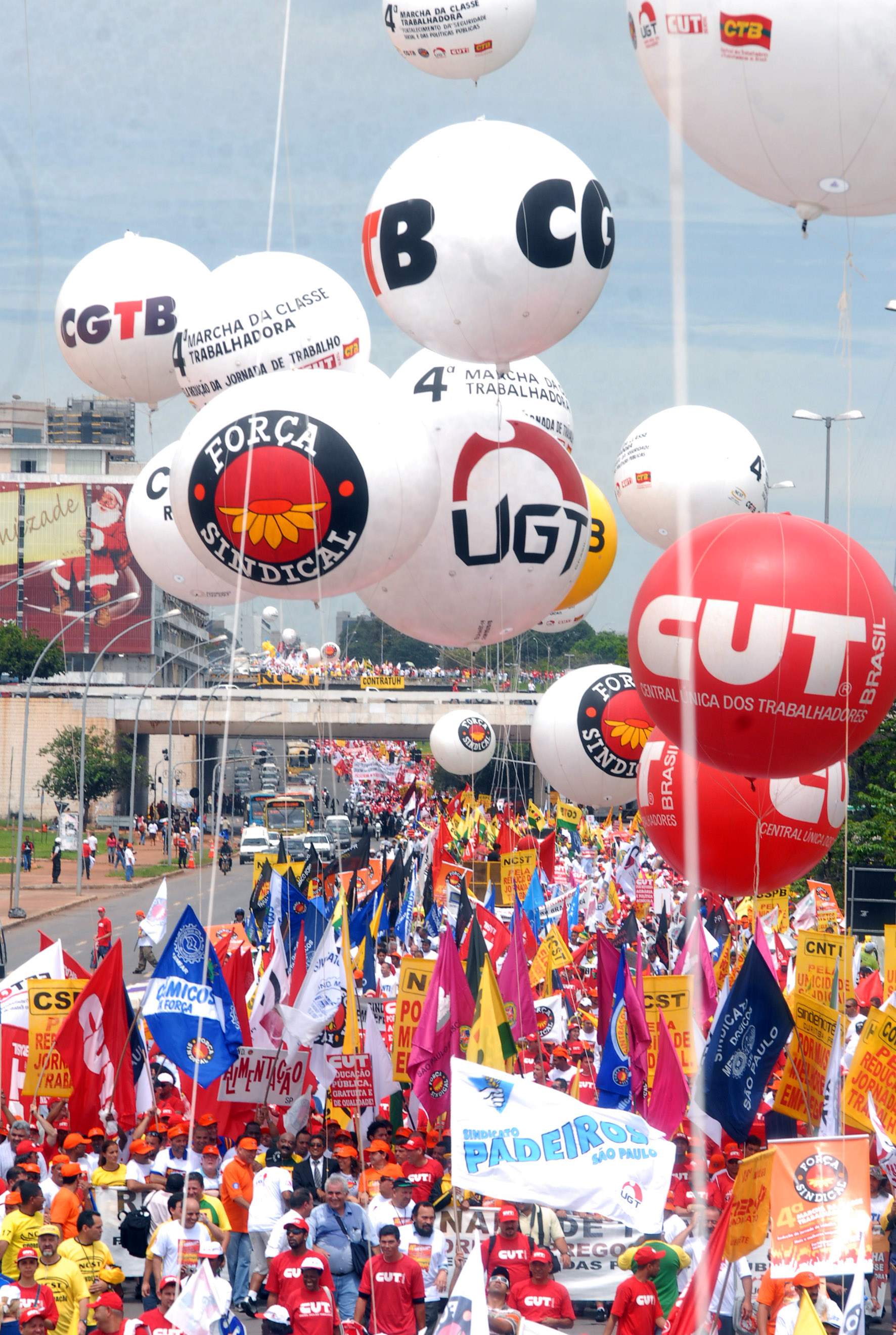
Uma manifestação de vários sindicatos em Brasília.

A origem do sindicalismo envolve o contexto de industrialização e consolidação do capitalismo na Europa. Os sindicatos foram fundamentais para construção e afirmação do direito do trabalho, principalmente a partir da Revolução Industrial, época marcada pelas péssimas condições de vida e de trabalho as quais a população europeia em sua maioria estava submetida.
No decorrer de sua história, o sindicalismo foi impactado por diferentes concepções ideológicas, o que proporcionou certa flexibilidade ao movimento que assumiu vezes ideias reformistas, comunistas, populistas, etc..
O capitalismo se consolidou no século XVIII; e passou a apropriar-se dos produtos criados pelo trabalho operário. E nesse momento que os trabalhadores começam a se organizar a fim de confrontar seus empregadores, surge assim a primeira função dos sindicatos: impedir que o operário se veja obrigado a aceitar um salário inferior ao mínimo indispensável para o seu sustento e de sua família.
O primeiro grande evento representativo da organização dos trabalhadores foi a quebra de máquinas fabris, conhecido como ludismo na Inglaterra. Tempos depois, o Parlamento Inglês aprovou uma lei permitindo a livre associação dos operários, proporcionando assim o surgimento das trade-unions, que significavam uniões sindicais. As trade-unions possibilitaram a fixação dos salários para toda uma categoria e regulamentaram o salário em função do lucro.
Em 1830 se constitui uma associação geral dos operários ingleses: a “Associação Nacional para a Proteção do Trabalho”, que tinha o objetivo de atuar como central de todos os sindicatos. Assim como, nos Estados Unidos, o sindicalismo nasceu por volta de 1827 e, em 1886, foi constituída a Federação Americana do Trabalho (AFL), contrária à reforma ou mudança da sociedade, essa defendia o sindicalismo de resultados.
Durante a revolução francesa surgiram ideias liberais, que estimulavam a aprovação de leis proibitivas à atividade sindical, a exemplo da Lei Chapelier que, em nome da liberdade dos Direitos do Homem, considerou ilegais as associações de trabalhadores e patrões. As organizações sindicais, contudo, reergueram-se clandestinamente no século XIX. No Reino Unido, em 1871, e na França, em 1884, foi reconhecida a legalidade dos sindicatos e associações. Com a Segunda Guerra Mundial, as ideias comunistas e socialistas predominaram nos movimentos sindicais espanhóis e italianos.

### Primórdios
As origens dos sindicatos modernos, aqui compreendidos como sindicatos de trabalhadores assalariados, podem ser rastreadas até a Grã-Bretanha do século XVIII, onde a rápida expansão da sociedade industrial atraiu uma parcela cada vez mais significativa da população para as cidades.
Em 1574, a Grã-Bretanha extinguiu o antigo sistema feudal, mas a grande maioria das famílias permaneceu como arrendatária em propriedades pertencentes à aristocracia fundiária. A urbanização da população não foi meramente de realocação do ambiente rural para o urbano; em vez disso, a natureza do trabalho industrial criou uma nova classe de trabalhadores, os trabalhadores assalariados em grandes fábricas, bem maiores do que as antigas oficinas lideradas por mestres artesãos.
Os camponeses trabalhavam na terra, plantando e criando animais e cultivava, tendo que pagar aluguéis aos proprietários, e tinham certo grau de liberdade. Por outro lado, os trabalhadores em grandes fábricas vendiam seu tempo em troca de salário em condições de estreita subordinação às instruções dos empregadores, não tendo quase nenhum grau de liberdade durante os períodos nos quais estavam trabalhando.
Os críticos dessa nova modalidade de subordinação chamaram isso como: "escravidão assalariada", mas o termo mais utilizado para designar tal fenômeno, foi o de: "relação de emprego".
Diferentemente dos camponeses, os trabalhadores assalariados eram completamente subordinados aos seus empregadores, sem segurança no emprego ou promessa de um relacionamento contínuo com seus empregadores, sem controle sobre o trabalho que realizavam ou como isso impactava sua saúde e vida. É nesse contexto que surgem os sindicatos modernos.
No início, os sindicatos encontraram uma forte hostilidade por parte de empregadores e agentes governamentais; na época, sindicatos e sindicalistas eram regularmente perseguidos com base em leis contra "conspirações" e de defesa da liberdade econômica. Mas, apesar de inúmeras dificuldades, os trabalhadores conseguiram construir organizações sindicais.
Dentre as medidas repressivas contra os sindicatos, pode-se citar a Lei da Combinação, de 1799, que proibiu os sindicatos e a negociação coletiva dos trabalhadores britânicos. Apesar da repressão, surgiram movimentos como o ludismo, que surgiu em 1812; e a Revolta na Escócia de 1820.

### Centrais sindicais

#### Na Inglaterra
Entre as décadas de 1820 e 1830, ocorreram os primeiros esforços para se fundar uma central sindical nacional.
Em 1830, foi criada a Associação Nacional para a Proteção do Trabalho (ANPT) (National Association for the Protection of Labour), tendo John Doherty, como seu primeiro dirigente, após uma tentativa, aparentemente malsucedida, de criar uma entidade sindical nacional setorial: a União Nacional dos Fiandeiros de Algodão ("National Union of Cotton-spinners"). Em pouco tempo, cerca de 150 sindicatos se filiaram à ANPT, consistindo principalmente de sindicatos relacionados com a indústria têxtil, mas também incluía mecânicos, ferreiros e várias outras categorias.
Um ano após a sua fundação, a ANPT já contava com sindicatos que, somados, tinham cerca de 20 000 trabalhadores filiados, espalhados pelos condados de Lancashire, Cheshire, Derbyshire, Nottinghamshire e Leicestershire.
A ANPT publicava um jornal semanal, denominado como: "Voz do Povo" ("Voice of the People"), com a intenção declarada de "unir as classes produtivas em um vínculo comum de união".
Em 1834, o socialista galês Robert Owen fundou a "Grand National Consolidated Trades Union" (GNCTU), que aglutinou socialistas de diferentes tendências, dentre eles: owenites a revolucionários e participou de diversos protestos, dentre eles os que exigiam a libertação dos Mártires de Tolpuddle, mas, em pouco tempo, entrou em colapso.
A partir da década de 1850, foram estabelecidos sindicatos mais fortes, mas, em muitos casos, menos radicais.
Em 1860, foi fundado o "London Trades Council".
Em 1868, foi fundado o Trades Union Congress, a mais antiga central sindical inglesa a ter uma longa duração.
Nessa época, a existência e as demandas dos sindicatos estavam sendo aceitas por setores mais progressistas da classe média. Em 1871, John Stuart Mill escreveu:
| “ | Se fosse possível para as classes trabalhadoras, combinando-se entre si, aumentar ou manter a taxa geral de salários, não é preciso dizer que isso não seria uma coisa a ser punida, mas a ser bem-vinda e regozijada. Infelizmente, o efeito está muito além do alcance por tais meios. As multidões que compõem a classe trabalhadora são muito numerosas e muito dispersas para serem combinadas, muito mais para serem combinadas efetivamente. Se pudessem fazê-lo, sem dúvida conseguiriam diminuir as horas de trabalho e obter os mesmos salários por menos trabalho. Eles também teriam um poder limitado de obter, por combinação, um aumento dos salários gerais à custa dos lucros. | ” |

Além dessa afirmação, Mill também argumentou que: "como os trabalhadores individuais não têm base para avaliar os salários de uma tarefa específica, os sindicatos levariam a uma maior eficiência do sistema de mercado".

### Legalização
Em 1871, ocorreu a legalização dos sindicatos no Reino Unido, com base no entendimento de que o estabelecimento desse tipo de entidade, seria vantajoso tanto para trabalhadores quanto para empregadores.
Esse período também viu o crescimento dos sindicatos em outros países em industrialização, especialmente: Estados Unidos, Alemanha e França.
Em 1869, foi fundada, nos Estados Unidos, a primeira organização trabalhista nacional efetiva: a "Knights of Labor" (Cavaleiros dos Trabalhadores), que começou a crescer a partir de 1880. A legalização ocorreu lentamente, como resultado de uma série de decisões judiciais.
Em 1881, foi fundada a "Federation of Organized Trades and Labor Unions", que começou como uma federação de diferentes sindicatos, sendo que os trabalhadores não eram diretamente filiados a tal federação.
Em 1886, foi fundada a "American Federation of Labor" (AFL).
Em 1897, foi fundada, na Alemanha, a "Freie Vereinigung deutscher Gewerkschaft" (Associação Livre dos Sindicatos Alemães) foi formada em 1897, depois da revogação das Leis Antissocialistas, defendidas pelo Otto von Bismarck.
A partir de 1884, os sindicatos passaram a ser permitidos na França, desse modo, em 1887, foi fundada a "Bourse du Travail", que, em 1895, se fundiu com a "Fédération nationale des syndicats" (Federação Nacional dos Sindicatos) para formar a "Confédération Générale du Travail" (Confederação Geral do Trabalho - CGT).

### História do sindicalismo no Brasil
A história do sindicalismo no Brasil tem origem no final do século XIX, momento em que o Brasil abolia a escravidão como processo econômico. Assim, com o fim da utilização da mão de obra escrava, o país passa a adotar o trabalho assalariado, sobretudo de pessoas vindas da Europa. Submetidos a uma intensa rotina de trabalho, os trabalhadores começam a se organizar e criam algumas organizações, como as Uniões Operárias e a Sociedade de socorro e ajuda mútua. Nasce, assim, as primeiras formas de organização de trabalhadores no Brasil. A partir de 8 de janeiro de 1858 ocorre no Rio de Janeiro a primeira greve realizada em solo brasileiro, a Greve dos Tipógrafos, contra as injustiças patronais e por aumento salarial.
No início do século XX, em 1906, foi organizado o primeiro Congresso Operário Brasileiro. Nele, apresentaram-se duas tendências existentes na época: o anarcossindicalismo e o socialismo. Enquanto o primeiro tinha como objetivo a luta operária dentro do contexto da fábrica, o segundo objetivava a organização política dos trabalhadores para atingir uma transformação social. Entre 1913 e 1920 ocorrem dois congressos de operários. Com a crise crescente crise de Produção provocada pela Primeira Guerra Mundial, muitas greves eclodiram, fazendo com que os trabalhadores se organizassem enquanto movimento organizado. É dessa época a publicação e circulação do jornal “A Classe Operária”.
Já na década de 1930, com a ascensão de Getúlio Vargas ao poder, o movimento sindical é submetido ao controle do Estado. Outras medidas foram tomadas pelo poder estatal para controlar o avanço dos sindicatos. A criação do Ministério do Trabalho também em 1930 e a Lei Sindical de 1931 foram medidas que sedimentaram os pilares da criação de sindicatos oficiais no Brasil, uma vez que agora estavam subordinados economicamente ao Estado. Além disso, uma série de medidas impostas pelo Ministério do Trabalho organizavam a estrutura sindical, entre elas, a participação do ministério nas assembleias sindicais; unidade sindical, isto é, garantia de sindicato único por categoria; proibição da sindicalização dos funcionários públicos; e que atividades políticas e ideológicas não fossem exercidas pelos sindicatos. No final dos anos 1939, é criado o Decreto-Lei 1 402, que tinha a função de deliberar quanto a criação ou não de novos sindicatos. Nesse mesmo ano é criado o imposto sindical. É somente em 1945 que uma mudança ocorre: com a criação do Movimento Unificado dos Trabalhadores esperava-se romper com a estrutura vertical de organização dos sindicatos, retomar a luta da classe operária e liberdade sindical.
Durante o período da Ditadura Militar, o movimento sindical volta a ser perseguido sob total controle do Estado. No entanto, em 1967 é criado o Movimento Intersindical Anti-arrocho, que tinha por objetivo era propor medidas que não estavam inseridas no Ministério do Trabalho. Durante a década de 1970 o movimento sindical cresce no Brasil, justamente pelo aumento da insatisfação e das precárias condições de trabalho que os operários estavam sujeitos. É nesse contexto de reivindicações que surge o novo sindicalismo, cujo objetivo era retomar as comissões de fábricas, propondo um modelo livre da estrutura sindical atrelada e uma ação classista. Estiveram à frente desse novo sindicalismo o movimento sindical da região do ABCD paulista. É, portanto, somente com a abertura democrática que o movimento sindical é reestudado, com a criação da CUT - Central Única dos Trabalhadores.

### Outros países

#### Alemanha
Os primeiros registros de greves na Alemanha são da baixa Idade Média, de trabalhadores que trabalhavam para mestres artesãos:
1. Em 1329, houve um movimento reivindicatórios de serralheiros de latão em Breslávia;
2. Em 1389, houve um movimento reivindicatórios de alfaiates em Constança; e
3. Em 1469, houve um movimento reivindicatórios de mineiros em Altenberg.

Na era industrial, cabe mencionar o levante dos tecelões da Silésia, em 1844.
Foi a partir das Revoluções de 1848 nos Estados alemães que foram fundadas as primeiras entidades sindicais de âmbito nacional da Alemanha. Entretanto, tais sindicatos nacionais, representavam categorias específicas.
Em 1865, foi fundada em Leipzig, a "Allgemeiner Deutsche Cigarrenarbeiter-Verein" (Sociedade Geral de Trabalhadores de Charutos Alemães), considerado como o primeiro sindicato organizado nacionalmente na Alemanha. Esta entidade foi o modelo para sindicatos nacionais de outras categorias profissionais que surgiram nos anos seguintes, tais como: a "Gewerkschaft Nahrung-Genuss-Gaststätten", que representava os trabalhadores em restaurantes e a "Verein Deutscher Lokomotivführer" (VDL) (Associação Alemã de Motoristas de Locomotivas), fundada em 1867, sendo esse último exemplo, considerado como o sindicato nacional mais antigo da Alemanha.
Foi somente após reformas legislativos que ocorreram entre 1869 e 1871, que os sindicatos de trabalhadores puderam se desenvolver para atuar como contrapartes das associações de empresários. Um exemplo dessas reformas, foi a lei de regulamentação do comércio que introduziu a liberdade de associação e a liberdade de comércio.
A classe operária teve que lutar por um salário digno, enquanto os empresários gozavam de privilégios feudais. Os sindicatos foram os primeiros interessados em melhorar a situação de seus integrantes. Por meio das entidades sindicais os trabalhadores puderam fazer reivindicações trabalhistas por meio de greves.
Para combater essa maior atuação dos sindicatos, em 1878, o parlamento alemão aprovou as Leis Antissocialistas (Reichstag), propostas por Otto von Bismarck.
Somente em 1892, com o Congresso de Halbergerstadter, os sindicatos ganharam poder e influência novamente. Em 14 de março de 1892, Carl Legien convocou a "Gründungskonferenz der Generalkommission der Gewerkschaften Deutschlands" (Conferência da Carta da Comissão Geral dos Sindicatos na Alemanha). Desse modo, os sindicatos com o maior número de integrantes se juntaram a uma organização guarda-chuva no Reich alemão.

#### Austrália
Em 1859, foi inaugurado o "Melbourne Trades Hall" para ser um centro educacional para os trabalhadores e suas famílias. Os próprios trabalhadores financiaram a construção do edifício em um terreno concedido pelo governador do Estado de Vitória. Depois disso, foram abertos Trades Halls e Associações de Sindicatos em diversas cidades da Austrália. Durante a década de 1880, foram formados, por todo o país, diversos sindicatos de tosquiadores, mineiros, estivadores e, depois, de quase todas as outra categorias de operários. A escassez de mão de obra levou a altos salários para uma classe trabalhadora próspera e qualificada, nesse contexto, os sindicatos conseguiram melhorias como a jornada de oito horas e outros benefícios ainda não conquistados na Europa.

#### Canadá
Em 1849, foi fundada, em Saint John (Novo Brunswick), a "Labourers' Benevolent Association". Tratava-se de uma associação de estivadores que lutava por melhores salários e por menores jornadas de trabalho. Inicialmente o sindicalismo canadense tinha laços com movimentos sindicais na Grã-Bretanha e na Irlanda, pois, no início, foram alguns imigrantes oriundos da Grã-Bretanha que trouxeram experiências do movimento sindical britânico, além disso, muitos sindicatos britânicos passaram a constituir filiais no Canadá. Posteriormente, os laços do sindicalismo canadense com os os movimentos sindicais nos Estados Unidos, acabaram substituindo os laços sindicais com a Grã-Bretanha.
Somente em 1945, a negociação coletiva foi reconhecida, após a greve liderada pelo United Auto Workers na fábrica da General Motors em Oshawa (Ontário).
Em 1946, o juiz Ivan Rand estabeleceu a chamada "Fórmula Rand" que obrigava que todos os trabalhadores beneficiados por um contrato de trabalho coletivo, negociado pelo sindicato, fossem obrigados a contribuir para o sindicato, inclusive os não filiados.
Em 1956, foi fundado o "Canadian Labor Congress" (Congresso dos Trabalhadores do Canadá), a principal central sindical do Canadá.
Em 1975, o governo de Pierre Trudeau (filiado ao Partido Liberal do Canadá) instituiu leis que restringiam aumentos salariais, de modo que aqueles considerados inaceitavelmente altos foram revertidos pelo governo.
Nas décadas de 1980 e 1990, ocorreu o fechamento de fábricas em muitas indústrias manufatureiras, o que gerou pressões para reduzir os salários e aumentar a produtividade. Além disso, os sindicatos do setor público foram atacados por governos federais e provinciais que tentavam equilibrar orçamentos. Nesse contexto, em muitas jurisdições, surgiram legislações que reverteram os direitos de negociação coletiva dos sindicatos, e muitos empregos foram suprimidos.

#### Colômbia
A partir da década de 1980, com o fortalecimento do paramilitarismo na Colômbia, diversos líderes sindicais foram vítimas de atentados, sendo que, na maior parte dos casos, resultaram na morte das vítimas. Desse modo, a Colômbia passou a ser o país mais perigoso do mundo para sindicalistas.
Em junho de 2000, uma missão da Organização Internacional do Trabalho, informou que "o número de assassinatos, sequestros, ameaças de morte e outras agressões violentas a dirigentes sindicais e trabalhadores sindicalizados na Colômbia não tem precedentes históricos". De acordo com o governo colombiano, entre 1991 e 1999, ocorreram 593 assassinatos de dirigentes sindicais e trabalhadores sindicalizados, por outro lado, a Escola Sindical Nacional afirma que o número de assassinatos foi de: 1 336.
Entre 2000 e 2010, foi na Colômbia onde se concentraram: 63,12% dos assassinatos de lideranças sindicais em todo o mundo. De acordo com a Confederação Sindical Internacional (ITUC) houve 2 832 assassinatos de sindicalistas entre 1 de janeiro de 1986 e 30 de abril de 2010.

#### Costa Rica
Na Costa Rica, os sindicatos surgiram no final do século XIX como instrumentos de reivindicações dos trabalhadores em uma variedade de categorias profissionais urbanas e industriais, tais como operários que trabalhavam na construção de ferrovias e artesãos.
Depois de enfrentar uma repressão violenta, como a que ocorreu em 1934, durante a greve na United Fruit Company, os sindicatos ganharam mais poder após a Guerra Civil Costarriquenha de 1948.
Em 2009, os sindicatos costarriquenhos eram mais fortes no setor público, incluindo as áreas de educação e medicina, mas também tinham uma forte presença no setor agrícola.

## Sindicato de trabalhadores
Um sindicato de trabalhadores é uma associação estável e permanente de trabalhadores, tanto urbano-industriais, como rurais e de serviços, que se uniram para alcançar objetivos comuns, tais como: melhorias salariais, melhores condições de trabalho, benefícios (assistência médica e outros), etc., por meio do aumento do reivindicatório exercido pela solidariedade entre os trabalhadores.

### No Brasil
No Brasil, os sindicatos:
- representam os trabalhadores de determinada categoria profissional em negociações que tem como contraparte os sindicatos patronais (empregadores). Tais negociações resultam em Convenções Coletivas de Trabalho;[16] e
- podem ser distritais, municipais, intermunicipais, estaduais, interestaduais e, excepcionalmente, nacionais.[17]

Além das Convenções Coletivas de Trabalho, existem os Acordos Coletivos de Trabalho, que vinculam apenas determinadas empresas, sendo normalmente celebrados para empresas com um grande número de empregados.
O art. 611-A da Consolidação das Leis do Trabalho (CLT) relaciona situações nas quais as normas estipuladas nas Convenções ou Acordos Coletivos de Trabalho podem prevalecer sobre aquelas previstas na CLT.
As Convenções Coletivas de Trabalho vinculam os empregadores de trabalhadores das categorias profissionais representadas nos estabelecimentos situados nas áreas representação dos sindicatos de trabalhadores que participaram das negociações.

## Sistemas sindicais
Além dos sindicatos, associação de primeiro grau, há também outras formas de organização para ampliar a representação e a união política de trabalhadores. Essas ainda, ornamentada no nosso regimento trabalhista. Dessa forma, as associações de grau superior, que são as Federações, as Confederações  Sindicais, podendo seguir essas configurações:
As Federações: no mínimo, cinco sindicatos que representem a maioria absoluta de um grupo de atividades ou de profissões idênticas, similares ou conexas. As Confederações: no mínimo, três federações de sindicatos. Pode-se citar Confederação Nacional dos Trabalhadores na Indústria (CNTI) e Confederação Nacional dos Trabalhadores na Agricultura (Contag) como dois possíveis exemplos no Brasil.
As diferenças entre esses dois conceitos são basicamente hierárquicos, sendo a Federação regional formada por sindicatos que em regra são locais. Sendo ambas responsáveis pelas mesmas competências apenas em grau de alcance diferentes.
As Centrais Sindicais: no mínimo, 100 (cem) sindicatos distribuídos nas 5 (cinco) regiões do País ou 3 (três) regiões do País de, no mínimo, 20 (vinte) sindicatos em cada uma. Desse eixo, podemos denotar a Central Única dos Trabalhadores (CUT), como um exemplo.  As centrais sindicais possuem estrutura independente dos sindicatos que a formam, e é mais forte que um sindicato individual. Elas lutam pelos interesses de várias categorias, participando ativamente da política do país.

## Papel político dos sindicatos
Os sindicatos exercem importante papel de representação em diversos âmbitos da sociedade, para que se possa garantir os direitos de seus associados. Sendo assim, os sindicatos defendem os interesses profissionais, sociais e políticos de seus associados, em uma base territorial.
As principais responsabilidades dos sindicatos são a intervenção legal em ações judiciais, orientação sobre questões trabalhistas, participação na elaboração da legislação do trabalho, recebimento e encaminhamento de denúncias trabalhistas, preocupação com a condição social do trabalhador e a negociação de acordos coletivos. Sobre esta, as condições de trabalho eram negociadas com a participação dos sindicatos, responsáveis, segundo a Constituição, pela "defesa dos direitos e interesses" das categorias. Tópicos como jornada, remuneração e auxílios só podem ser alterados desde que confiram ao trabalhador uma situação melhor do que a prevista na lei. No entanto, com a aprovação da Reforma Trabalhista sancionado pelo presidente Michel Temer, os acordos passariam a prevalecer sobre o que diz a lei, mesmo que sejam menos favoráveis para o funcionário. Assim, a medida abre a possibilidade de negociações feitas diretamente entre funcionários e chefes, sem a mediação do sindicato.
Dentre todas essas responsabilidades, o sindicato possui cinco funções básicas que norteiam suas ações: a negociação, que é caracterizada pelo poder conferido aos sindicatos para ajustar as convenções coletivas de trabalho, nas quais serão fixadas regras a serem aplicadas nos contratos individuais de trabalho dos empregados de determinada categoria; a arrecadação, pela qual o sindicato estabelece contribuições aprovadas em Assembléias e fixadas por lei, como mensalidade sindicais e descontos assistenciais; a colaboração com o Estado, que consiste na colaboração no estudo e solução dos problemas atrelados à categoria e desenvolvimento da solidariedade social; a assistência, por meio da qual o sindicato irá prestar serviços aos seus representados. A CLT determina ao sindicato diversas atividades assistenciais, como a educação (artigo 514), saúde (artigo 592), lazer (artigo 592), fundação de cooperativas (artigo 514) e serviços jurídicos (artigo 514). Além destas, há também a função de representar, perante as autoridades administrativas e judiciais, os interesses coletivos da categoria ou individuais dos seus integrantes. Nesse ponto, o sindicato participa como parte nos processos judiciais em dissídios coletivos destinados a resolver os conflitos jurídicos.
No plano político, os sindicatos detêm uma força considerável: na Alemanha, Reino Unido, Áustria e nações escandinavas a vinculação com os partidos políticos socialistas e trabalhistas confere aos sindicatos forte referência na formulação de diretrizes e na execução de política econômica. Os dirigentes sindicais são eleitos para cargos legislativos, e o principal instrumento de política sindical é a negociação coletiva.

## Greve e negociações coletivas
O termo greve surge quando o rio Sena, ao jogar detritos para fora, formou uma praça que foi batizada com o nome Grève- que significa “terreno plano e unido, coberto de graveto e de areia, ao longo do mar ou de um curso de água”. Na Revolução Industrial, era ali que os trabalhadores se reuniam para contar casos, xingar os patrões ou praticar as suas greves. Com o passar do tempo estar na praça significou estar fazendo Greve.
Historicamente, a greve tem sido um mecanismo do sindicato para reivindicar direitos, exigir melhores condições de trabalho e denunciar explorações sofridas pelos trabalhadores, revelar o grau de indignação destes. Ela consegue unir os trabalhadores em uma causa, dar voz às suas demandas, os ensina a lutar pelos seus direitos pressionando grupos de poder em torno de uma causa. A desigualdade do ambiente de trabalho, o lado forte representado pelo empregador e o lado mais fraco representado pelo empregado, é chamada de “questão social”.
A fim de minimizar essa desigualdade social, conquistar direitos, os trabalhadores reunidos - representados por sindicatos - utilizam como instrumentos da suas lutas as greves  e as negociações coletivas.
A greve é ao mesmo tempo pressão para construir a norma e sanção para que ela se cumpra. Por isso, serve ao Direito Coletivo do Trabalho de três modos sucessivos:
- Fonte material de direito;
- Se for transformada em convenção, como fonte formal de direito;
- Como modo adicional de garantir que as normas efetivamente se cumpram.

A partir da Constituição Federal de 1988 foi reconhecido o direito à greve, tendo sido estabelecido que a lei definirá os serviços ou atividades essenciais e disporá sobre o atendimento das necessidades inadiáveis da comunidade, sendo que os abusos cometidos sujeitam os responsáveis às penas da lei. A lei nº 7783, de 28 de Junho de 1989, que regulamenta a greve (Lei de Greve), não dispõe sobre a greve dos funcionários públicos, ficando a cargo do poder judiciário interpretar a legalidade da lei desses funcionários, levando em consideração a necessidade de continuidade dos serviços públicos.

A greve pode ser declarada abusiva nas seguintes situações previstas pelo art. 14 da Lei de Greve:
"Art. 14. Constitui abuso do direito de greve a inobservância das normas contidas na presente Lei, bem como a manutenção da paralisação após a celebração de acordo, convenção ou decisão da Justiça do Trabalho.
Parágrafo único. Na vigência de acordo, convenção ou sentença normativa não constitui abuso do exercício do direito de greve a paralisação que: I – tenha por objetivo exigir o cumprimento de cláusula ou condição; II – seja motivada pela superveniência de fato novo ou acontecimento imprevisto que modifique substancialmente a relação de trabalho
As negociações coletivas surgem como uma  auto legislação acordada entre empregadores e empregados, sendo necessária diante da dinâmica do crescimento do mundo econômico, a constante mutabilidade que é impossível regular e acompanhar por meio de leis e a burocracia da produção legislativa. O art. 7º, inciso XXVI, da Constituição Federal de 1988, reconhece as convenções e acordos coletivos celebradas pelos sindicatos laborais com os sindicatos patronais e empresas individuais.
Na convenção coletiva de trabalho têm-se necessariamente entidades sindicais, tanto dos empregadores como dos empregados de determinada categoria, participando de todo o processo negocial, sendo que as regras nelas contidas terão incidência em toda a categoria profissional e econômica ali representada, na base territorial abrangida por tais representações sindicais. Já nos acordos coletivos o polo que antes era do sindicato dos empregadores, agora é representado diretamente pelo empregador, podendo esse ser individual ou em grupos. A  abrangência dos acordos é mais restritiva que da convenção coletiva atingindo somente os empregados ligados à empresa ou grupo de empresas que tenham ratificado tal acordo, não obrigando as demais empresas não convenentes e sequer atinge os empregados destas, mesmo se tratando de mesma categoria representada pelo sindicato participante.
Normalmente, o processo de negociação coletiva, inclui discussões sobre:
1. o contrato coletivo – reajustes salariais, horas-extras, readmissões, promoções, treinamento e aprendizado, férias, horário de trabalho, entre outros;
2. greves e lockouts;
3. mediação e arbitragem;
4. solução de reclamações, dentre outros.

Contudo, se não for possível  chegar a um consenso nas negociações coletivas, aparece a figura do dissídio coletivo, que irá levar a questão a ser acordada  ao Poder Judiciário, desde que de comum acordo, como previsto no art. 114, §2º, da Constituição Federal. Assim, o dissídio coletivo que poderá ser de natureza econômica ou natureza jurídica, será resolvido pelo Tribunal do Trabalho, através da sentença normativa que será proferida, que junto com o acordo e a convenção coletiva de trabalho formarão os diplomas coletivos do trabalho.

## Direito do Trabalho

### Direito Coletivo do Trabalho
O direito do trabalho coletivo é a divisão responsável por regular as relações entre organizações coletivas de empregados e empregadores ou outras instituições de representação coletiva dos trabalhadores. Sendo regulado pelos seus instrumentos, como negociações coletivas, dos sujeitos coletivos trabalhistas, especialmente os sindicatos, da greve, da mediação e da arbitragem coletiva.
O surgimento dessa categoria vem com o suporte principal de ser uma ferramenta de igualdade para negociações de trabalho, o qual dentro do Direito Individual e formas normais de contratações não abarcaram, pois o trabalhador encontra-se em uma posição de submissão ao seu contratador. Dessa forma, o direito coletivo busca a fomentar formas coletivas e não contratuais que garantam a voz e negociações dos interesses recíprocos. Com a função principal de melhoria das condições de pactuação socioeconômica do trabalhador e criação de normas para regulamentação desse setor.  
As principais formas de ação do Direito Coletivo do Trabalho são os Sindicatos, as Negociações Coletivas, as Greve e as instâncias de Mediação e Arbitragem.

### Direitos do trabalhador
Os trabalhadores que possuem carteira assinada possuem direitos garantidos pela CLT (Consolidação das Leis do Trabalho) e pela Constituição Federal, que devem ser respeitados tanto pelo empregador, quanto pelo empregado, além do que se encontra expresso no contrato de trabalho. Conhecer os seus direitos e deveres permite que o trabalhador tenha garantia e acesso para, em caso de desobediência, procurar ajuda judicial e sindical.
Os principais direitos do trabalhador brasileiro são: o direito à Carteira de Trabalho e Previdência Social (CTPS), documento obrigatório para toda pessoa que preste algum tipo de serviço. Nela são registradas todas as informações da vida profissional do trabalhador, que servem de base para que ele tenha acesso aos direitos trabalhistas. Outro direito garantido ao trabalhador é o da jornada de oito horas diárias e quarenta e quatro horas semanais, sendo qualquer tempo trabalhado além da carga horário considerado como hora extra.
Além deste, há também o direito ao 13º salário, férias remuneradas, seguro desemprego, vale transporte, abono salarial, alimentação e assistência médica, licença maternidade, aviso prévio, entre outros.

### Direito Sindical Brasileiro
Podemos classificar o Direito Sindical como sendo ramo do Direito responsável pelo estudo das relações profissionais, no sentido de tutelar interesses de diferentes categorias, em proveito dos seus elementos e componentes e em harmonia com os interesses da produção. O campo de abrangência do Direito Sindical se divide em organização sindical, conflitos coletivos, representação dos empregados e convenções coletivas de trabalho.
Os conflitos gerados entre empregados e empregadores são objeto de estudo do Direito Sindical. A partir do estudo desses conflitos nascem soluções que geram o desenvolvimento das relações de trabalho como, por exemplo, o direito à greve que pode ser convocada pelos sindicatos, tendo previsão constitucional. Além disso, outra atividade importante do Direito Sindical são as convenções e acordos coletivos, a fim de estabelecer regras para reger a atividade laboral da categoria, refletindo nos contratos individuais de trabalho.

## Crise do sindicalismo
Com a crise, as referidas transformações nas relações de trabalho afetaram os sindicatos. Essas entidades enfrentaram uma crise e se depararam com novos desafios, é indicador da crise a redução do poder coletivo dos trabalhadores  e uma evidência disso é a redução da taxa de sindicalização que ocorre em todo o mundo, incluindo o Brasil.
Entre os efeitos desse contexto surge um quadro social marcado pela terceirização, flexibilidade, precariedade da força de trabalho. O estímulo ao individualismo e ao consumismo traduziram-se  na pulverização da acção colectiva, inibindo a tradição de luta do movimento operário.  A condição precária faz aumentar o processo de desilusão social e conduz à redução dos níveis de participação cívica, associativa e política. Já que essa frustração favorece a procura de soluções individuais a nível profissional, dificultando a acção colectiva.
Para além das condições sociais mais gerais, o processo de fragilização deve-se também a responsabilidades que lhes são próprias. A tendência à burocratização, a resistência à renovação das lideranças e as dificuldades de manterem uma permanente ligação às bases constituem alguns dos obstáculos que se colocam à revitalização do sindicalismo.
Muitos historiadores, criticam os sindicatos os categorizando como grandes organizações, dominadas por dirigentes que burocratizaram-se e familiarizaram-se com a linguagem institucional e patronal, tratando os empresários de “igual para igual”, ao mesmo tempo que se afastaram da realidade laboral e ignoram as condições degradantes em que trabalham as camadas mais vulneráveis da força de trabalho.
Por outro lado o sindicalismo também sempre obedeceu a uma multiplicidade de lógicas. Apesar de alguns teóricos clássicos do movimento  terem acentuado acima de tudo a vertente economicista e funcional dos sindicatos – o “sindicalismo de mercado” –, que efectivamente deu lugar às modalidades mais corporativas e institucionais do sindicalismo moderno, diversas correntes colocam antes a ênfase na ideia do sindicalismo como movimento social, a qual é justificada pela defesa da democracia directa, o autoempoderamento e a consciencialização perante os problemas mais amplos da classe.

## Sindicatos e a Reforma Trabalhista
Os sindicatos, que foram construídos visando a solidariedade dos trabalhadores têm encontrado dificuldade em articulá-los e, com a atual crise de representação a população começou a desconfiar da maioria das instituições, principalmente as ligadas ao Estado, como é o caso dos sindicatos..
Porém, com a precarização do trabalho normatizada por meio da reforma trabalhista, o sindicato ainda é uma das maiores organizações de trabalhadores, que defende seus interesses e pode ser um grande aliado na luta dos trabalhadores contra a precarização do trabalho.
Com o fim da obrigatoriedade do imposto sindical estabelecido pela Reforma Trabalhista de 2017, os sindicatos perderam sua principal fonte de renda o que os desmobiliza ainda mais. O mercado de trabalho apresentou, no período, movimentos concomitantes de criação de postos de trabalho, atraindo novos entrantes, e substituição de trabalhadores há mais tempo nos empregos, através do aumento da rotatividade. Esses novos postos gerados são, em sua maioria, de má qualidade, com remuneração de dois salários mínimos ou menos e empregos instáveis e mal remunerados.
Além disso, a mudança do regime jurídico dos sindicatos feita pela Reforma Trabalhista do Governo Michel Temer estabeleceu a não obrigatoriedade de o sindicato homologar a rescisão de contratos de trabalho de empregados com contratos de trabalho firmados há mais de um ano, valendo a assinatura firmada no termo de rescisão apenas entre o empregado e o empregador. Isso pode culminar em contratos que prejudicam o trabalhador, já que estes não estão articulados, fazendo contratos individuais que pode resultar em acordos nos quais os trabalhadores foram pressionados a concordar.
Outra mudança que afetou diretamente os sindicatos é que, a partir dessa reforma, assim como a demissão individual, a demissão em massa não carecerá mais da concordância do sindicato, podendo ser feita diretamente pela empresa sem a interferência sindical.

## Os Movimentos Sociais
Por “movimento social” compreende-se as ações sociais que permitem um relativo progresso social. Os chamados “novos” movimentos sociais desde há muito tempo vêm questionando, e desafiando, o campo do sindicalismo e do trabalho.
A divisão teórica entre “novos” e “velhos” movimentos sociais, é problemática.  Em geral fala-se de “velhas” lógicas de acção por referência aos movimentos pela democratização, pela universalização do direito de voto, ao movimento operário, à luta de massas pelo socialismo, sob influência da corrente comunista, à luta sindical, etc. E os “novos” os movimentos estudantis, ambientalistas, feministas, pacifistas, etc., que emergiram na Europa e no mundo na década de sessenta do século passado. Os NMSs trouxeram para a arena política formas criativas de activismo e intervenção pública, introduziram um novo discurso, novas e mais democráticas modalidades de organização, São caracterizados por uma crescente politização da vida social.
As conceituações dos conflitos sociais eram comumente tipificadas através de três características principais: identidade dos agentes, tipo dos conflitos e os espaço político unificado, mas os novos movimentos romperam com a unidade desses três aspectos. Por outro lado, devido a esse pluralismo, tornou-se mais difícil identificar o grupo, como um sistema ordenado e coerente de posições de sujeito.
As duas orientações poderiam reunir-se numa única força, mais ampla e mais criativa para enfrentar as consequências econômico-sociais do sistema capitalista, mas o poder do mais forte, com ambição de se tornar “parceiro” do sistema,  tende a silenciar o mais fraco, ainda que esse poder se configure, em teoria, como um contrapoder (sindicatos).
O atual contexto apresenta um conjunto de novos desafios para o movimento sindical e outros movimentos sociais. Diversos autores e académicos têm formulado a necessidade de se criarem novas alianças e dinâmicas, como condição para revitalizar o sindicalismo perante as preocupantes desigualdades e injustiças que se acentuam em todos os continentes, alegando que a globalização do capital exige respostas igualmente globalizadas por parte das suas vítimas.

### A interseccionalidade e impacto para o trabalho

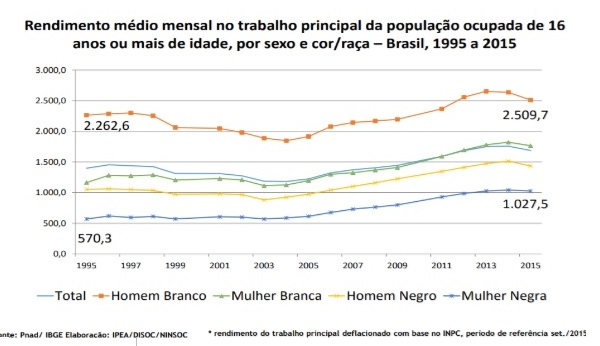
Tabela 1

O crescimento desses Novos Movimentos Sociais e das novas pautas vem vertentes da interseccionalidade, em que além da opressão em questões de classe e renda, o gênero, a etnia e  sexualidade, os quais vêm influenciar diretamente nas oportunidades de trabalho e nas condições de vida dos indivíduos. Essa teoria surge com o crescimento do Feminismo Negro e a ampliação da luta por direitos dessas mulheres, as quais não se reconheciam dentro do Movimento Negro e do Movimento Feminista. Sofrendo salários mais baixos e condições de trabalho inferiores por serem mulheres e negras. Por exemplo, na tabela 1 podemos observar a diferença salarial dentro dos gêneros e da raça, principalmente, por uma mulher negra em comparação a um homem branco mas também entre mulheres de diferente etnias.
Essa desigualdade é baseada em preconceito, machismo, sexismo, dentro outras várias formas de segregação. Sendo um empecilho direto para conquista de igualdade, o qual cria um sistema que dificulta desde a contratação até a forma de tratamento dentro  do grupos do trabalho, com definições históricas até em qual tipo de trabalho será uma real possibilidade ou como demonstrado no gráfico, a média salarial.

## Lista de sindicatos laborais
No Brasil
- Central Única dos Trabalhadores
- Força Sindical
- Sindicato dos Metalúrgicos do ABC
- Sindicato de Jornalistas Profissionais do Estado de São Paulo
- Sindicato Nacional dos Artistas Plásticos
- Sindicato Nacional dos Docentes das Instituições de Ensino Superior (ANDES-SN)
- Sindicato dos Professores do Ensino Oficial do Estado de São Paulo (APOESP)

Em Portugal
- Confederação Geral dos Trabalhadores Portugueses — Intersindical Nacional (CGTP-IN)
- União Geral de Trabalhadores (UGT)
- Sindicato dos Professores do Norte (SPN)
- Federação Nacional dos Professores (FENPROF)